# Microrégion de la Meruoca
 (février 2025).
Si vous disposez d'ouvrages ou d'articles de référence ou si vous connaissez des sites web de qualité traitant du thème abordé ici, merci de compléter l'article en donnant les références utiles à sa vérifiabilité et en les liant à la section « Notes et références ».

Localisation de la microrégion de la Meruoca

La microrégion de la Meruoca est l'une des sept microrégions qui subdivisent le nord-ouest de l'État du Ceará au Brésil.
Elle comporte 2 municipalités qui regroupaient 22 243 habitants en 2006 pour une superficie totale de 284 km2.

## Municipalités[1]
- Alcântaras
- Meruoca